# Динес, Юрий Самуилович
Юрий Самуилович Динес (1926, Саратов, Саратовская губерния, РСФСР, СССР — 2017) — советский и российский скульптор и художник.

## Биография
Родился в 1926 году в Саратове. Учился живописи в Москве у В. А. Фаворского, А. А. Дейнеки, Р. Р. Фалька (у последнего — в частном порядке), однако, в дальнейшем посвятил себя скульптуре.
В 1952 году в Саду имени Баумана в Москве была установлена скульптура Динеса «Футболист». Эта скульптора получила положительные отзывы в официальной советской прессе (в частности, в газете «Советский спорт») и была выбрана для массового тиражирования в различных городах СССР («типовой экземпляр», созданный для сада имени Баумана, не сохранился).

## Творчество
В дальнейшем создал многочисленные памятники для различных городов России, среди которых:
- Памятник космонавту Георгию Гречко на Аллее Героев Московского парка Победы в Санкт-Петербурге (1983)
- Памятник Александру Сергеевичу Пушкину на Спасопесковской площади в Москве (1993)
- Памятник Александру Сергеевичу Пушкину в Луховицах (1997)
- Памятник Александру Авдееву, военному лётчику, Герою Советского Союза в Москве (1965)
- Мемориальный комплекс «Вечный огонь», посвящённый памяти студентов, профессоров и преподавателей МГУ (1975; скульптор — Юрий Динес, архитектор — Александр Студеникин)[2]

И др.
Параллельно продолжал писать картины.

## Память
Работы Юрия Динеса хранятся в собраниях ряда российских государственных музеев. Так, в собрании Чувашского государственного художественного музея в городе Чебоксары хранится скульптура Динеса «Левый марш», в собрании Всероссийского музея А. С. Пушкина — бюст «Пушкин-лицеист», в собраниях Таганрогского и Карельского художественных музеев — бюсты В. И. Ленина, и так далее.
В 2025 году персональная выставка произведений Юрия Динеса состоялась в одной из московских галерей.